# Villasinde

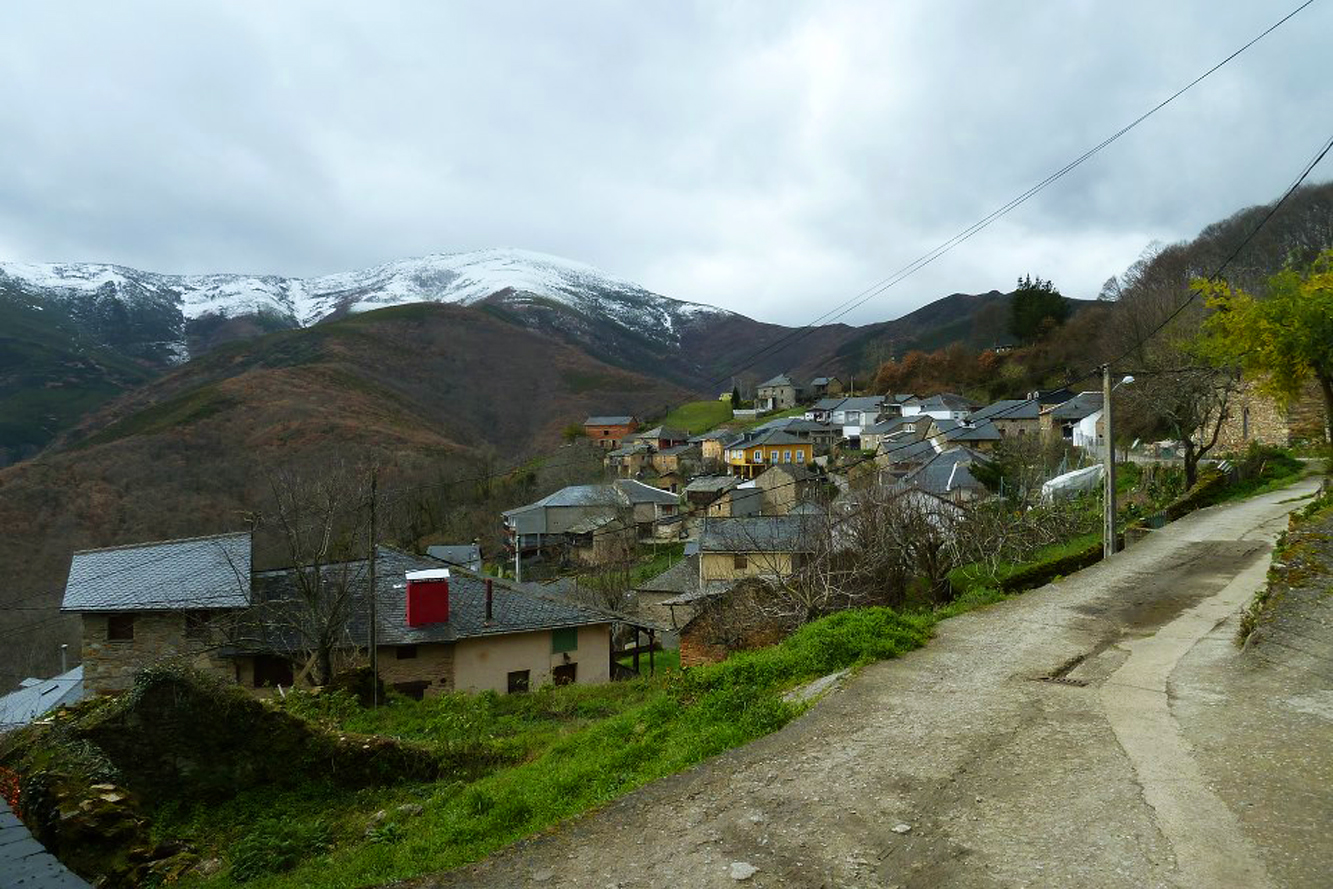
Vista invernal con el monte Capeloso nevado al fondo

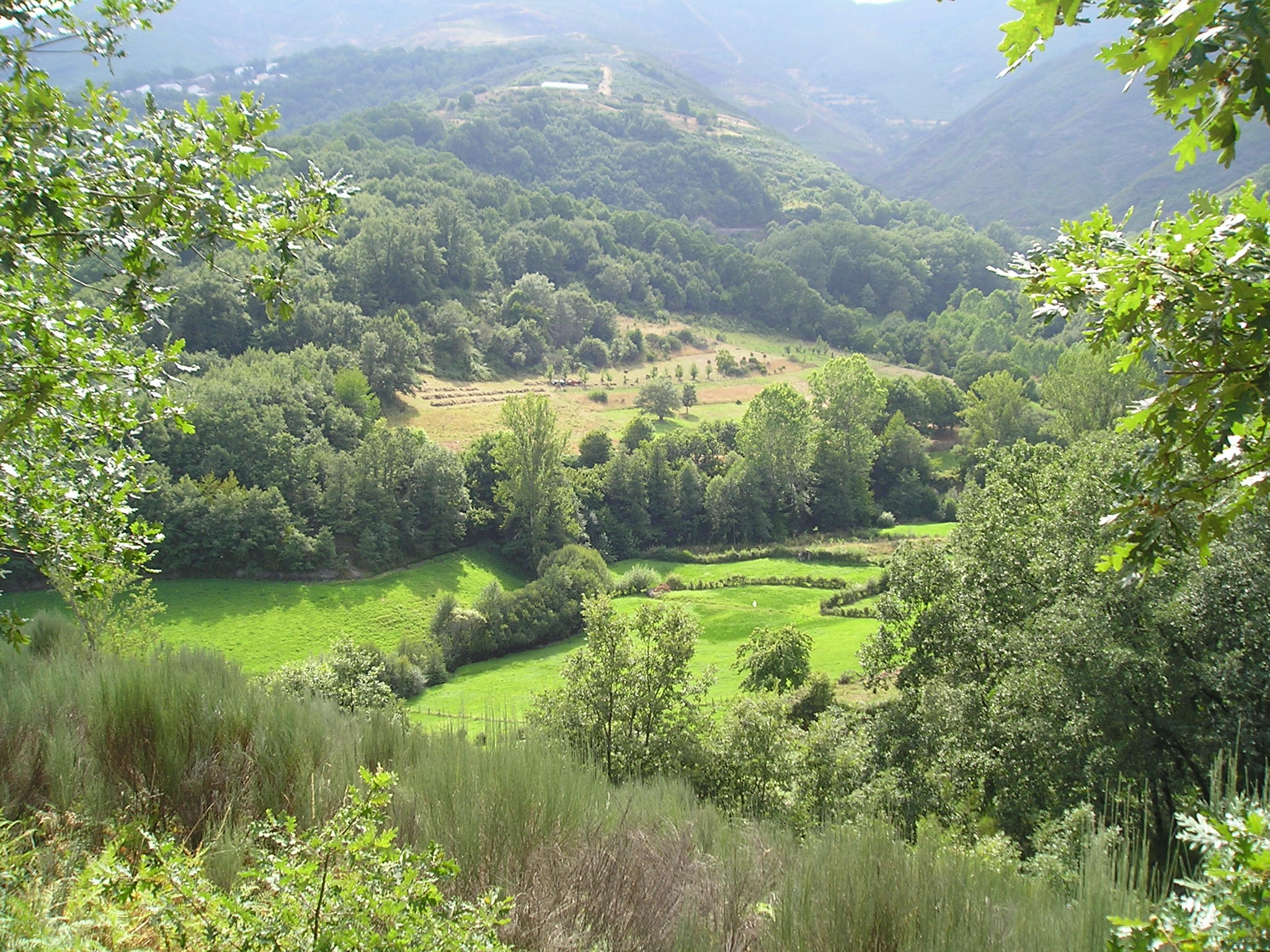
Foxo, típico paisaje del oeste berciano

Villasinde es una localidad del municipio de Vega de Valcarce, en la comarca leonesa de El Bierzo. Su población asciende aproximadamente a los 66 habitantes, convirtiéndola en una de los aldeas más pobladas del municipio. En verano es común que se doble dicho número debido a la gran afluencia de antiguos migrantes que deciden pasar sus vacaciones en el pueblo. Su altitud media ronda los 900 metros. Es una de las poblaciones bercianas donde se habla gallego.

## Ubicación
Villasinde se levanta en la ladera sur de la montaña. Se encuentra a media hora de la capital comarcal, Ponferrada. La carretera de Barjas une el pueblo con Vega de Valcarce (a unos 4 kilómetros) donde se puede enlazar con la carretera Nacional VI (N-VI) y la Autovía VI (A-6), que unen Madrid y La Coruña. Ponferrada cuenta con estación de autocares y ferrocarril con conexiones regionales y nacionales.

## Historia
Las primeras referencias al pueblo datan de la Alta Edad Media. En un documento datado en el 987 d. C. aparece el topónimo villasindla. En la confirmación de Alejandro III en el monasterio gallego de Samos del año 1175 se dice eclesiam sancti Petri de villasindri. Estas palabras nos hacen pensar que ya en el siglo XII existía una entidad parroquial en la población. 

### La iglesia de San Pedro
El edificio actual de la iglesia data del siglo XVII. Tal y como nos describe el autor de la página web del pueblo y vecino del mismo:

Construida con mampostería de piedra caliza, su fachada está culminada por espadaña de dos vanos que alojan sendas campanas. Tiene en la cúspide una veleta de hierro forjado que recrea un zorro persiguiendo a un gallo. Su interior consta de tres naves separadas por arcos de granito apoyados sobre columnas y pilastras del mismo material. La cubierta es de madera de castaño y pizarra. En el arco toral hay un Cristo barroco. El retablo mayor tiene tres calles con cuerpos, el primero con estrías en espiral del siglo XVII y el segundo añadido en el siglo XVIII. En el ático se conserva un Santiago Peregrino de resonancias románicas, siendo las demás imágenes barrocas y de cierto mérito. El retablo lateral izquierdo es barroco con estípites y multitud de finos adornos (primera mitad del siglo XVIII) lo mismo que su imagen del Rosario. En el retablo derecho se venera a San Francisco recibiendo las llagas, Santa Lucia y la Magdalena con su tarro de perfume, sigue el modelo de rostro que se repite en El Bierzo en el siglo XVI. Fue restaurada por los vecinos en el año 2003.

### Guerra Civil y Posguerra
El Bierzo era en 1936 la comarca leonesa más afín con los principios republicanos e izquierdistas. No en vano, la zona concentraba gran parte del proletariado minero e industrial de la provincia. A pesar de la determinación por luchar en contra del alzamiento, tropas de los regimientos Burgos nº 36 y Zaragoza nº 30 provenientes de León y Lugo acabaron con la resistencia obrera en pocos días. Surgió entonces uno de los centros guerrilleros más importantes de España, que perduraría hasta los años 50. Fue Villasinde uno de los escenarios de este fenómeno, siendo generalizada la presencia de guerrilleros en la zona. Uno de los episodios a rememorar acaeció el 17 de marzo de 1949. La Guardia Civil acudía por la delación de un vecino. El grupo de guerrilleros estaba compuesto por 4 hombres y una mujer. Sorprendidos por las fuerzas del orden, solo dos de ellos pudieron escapar. Abelardo Macías (Liebre) e Hilario Álvarez cayeron bajo el fuego ese día. Alpidia García (Maruxa) fue arrestada y ejecutada públicamente. Los tres cuerpos fueron enterrados en una fosa cerca del cementerio de Vega de Valcarce.

## Lugares de interés

### La fuente
La fuente del pueblo ha sido históricamente junto a la iglesia uno de los centros de reunión vecinal. Se halla en la zona más céntrica del pueblo, atravesada por la Calle de la Constitución. Abastece de agua al pueblo desde hace siglos. Antaño lavadero concurrido, hoy abrevadero de día y zona de reunión para los jóvenes de noche. Pascual Madoz la describió así: Tiene una fuente de buenas aguas y Francisco Pérez Caramés escribió: [...] es buenísima; fría en verano y caliente en invierno.

### Fixó
El lugar por excelencia para celebrar fiestas y eventos. Hace años se extendía como una vasta llanura de tierra pisada donde los vecinos del pueblo jugaban a los tradicionales bolos leoneses bajo la sombra de los centenarios castaños. En el año 2002 fue remodelada y convertida en campo deportivo pavimentado. Actualmente acoge las fiestas anuales de Santa Lucía y San Pedro, patrones del pueblo y celebraciones de todo tipo.

### Camino de Santiago
A raíz de la imposición del pago de un pontazgo a la altura de O Teso de Mundín, en San Fiz do Seo, los peregrinos camino de Galicia empezaron a utilizar una variante de la ruta que atravesaba Villasinde. Dicha desviación ascendía por el valle de San Fiz, siguiendo el río Barjas hasta llegar a la parte baja del pueblo. Salía por la parte alta, el Campelín, y seguía hasta Las Herrerías de Valcarce donde se unía de nuevo al Camino principal. Tras años de olvido la ruta se revitalizó y actualmente está señalizada como "Camino de los Franceses".

### Otros lugares de interés
- Castro de la Arrufana.
- Molino del río Pousadela.

## Personajes

### Joaquín González Vecín
Nacido en Villasinde el 7 de julio de 1945. Estudió Filosofía y Letras por la rama de Geografía e Historia en la Universidad Complutense de Madrid, doctorándose en Geografía en 1982 con su tesis Geografía Social y Económica del Bierzo. Inició su actividad política en pleno franquismo, involucrándose con el incipiente movimiento estudiantil. Concurrió en las listas del PCE en las primeras elecciones municipales de la democracia. Ya en 1987 lo hizo en las filas de Izquierda Unida. Ocupó una concejalía en el ayuntamiento leonés de 1991 a 1999. Fue entonces cuando se le diagnosticó el cáncer contra el que lucharía durante los próximos 3 años, hasta su muerte en 2003 a los 57 años de edad.